# Facultad de Artes (UNAL Bogotá)
La facultad de Artes de la Universidad Nacional de Colombia de la sede Bogotá es una unidad académica de este centro educativo creada en 1867.

## Historia

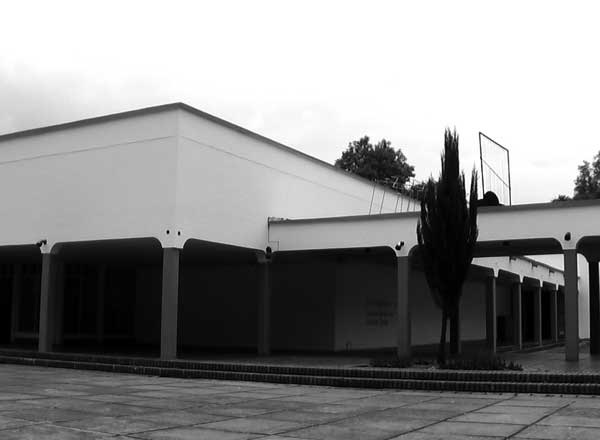
Museo de Arte, Ciudad Universitaria, Bogotá.

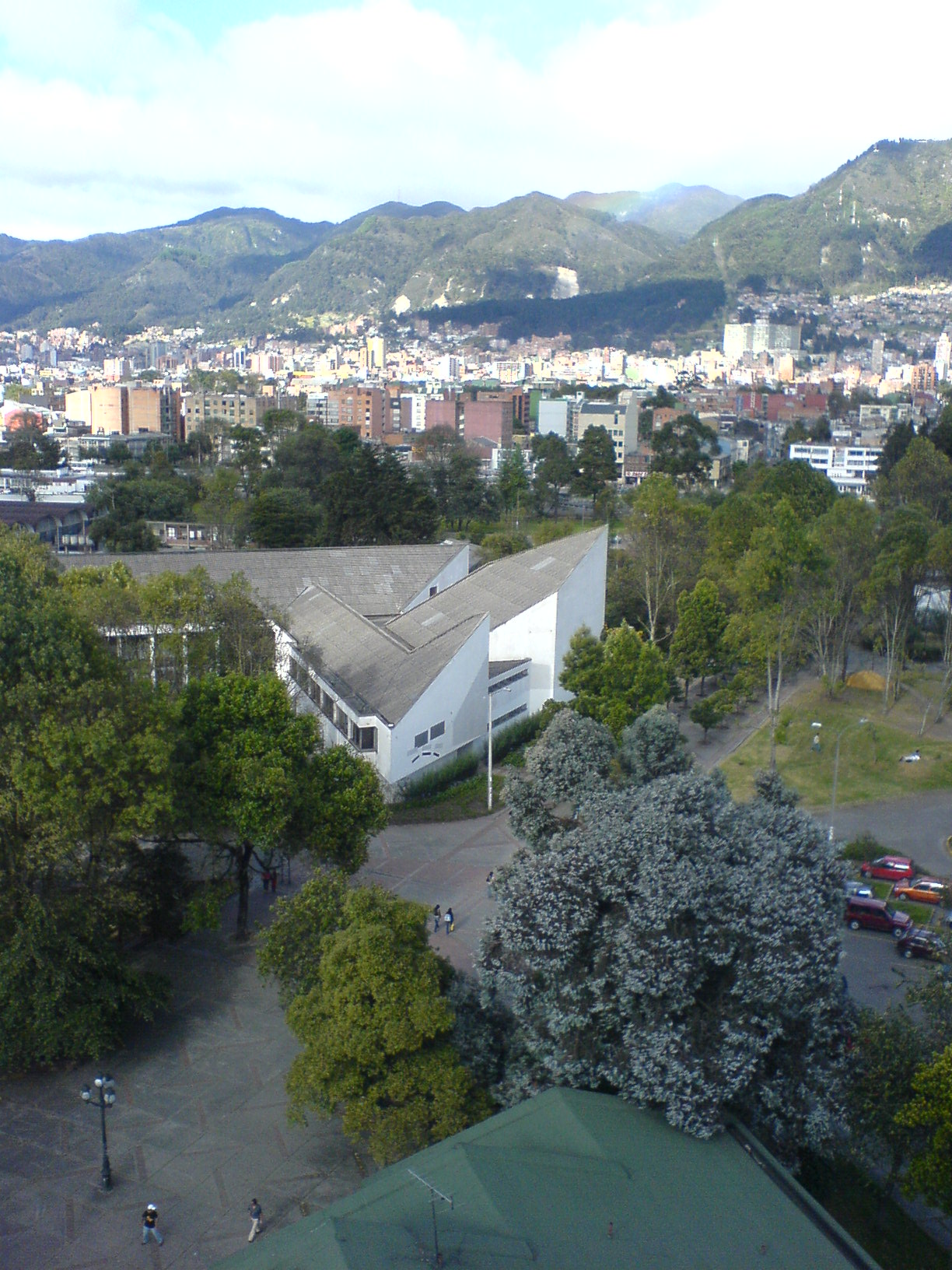
Conservatorio de Música, Ciudad Universitaria, Bogotá.

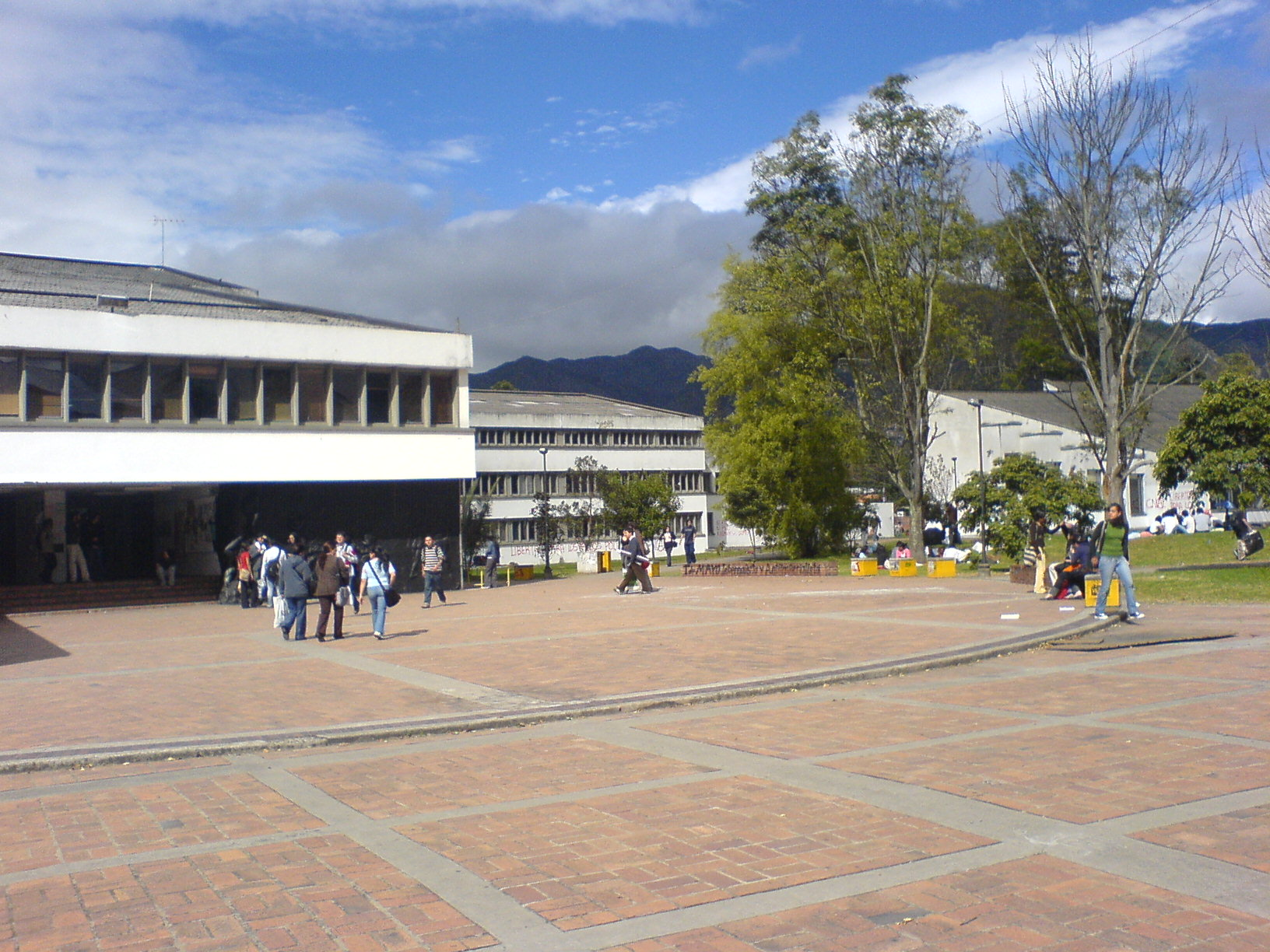
Plaza de Arquitectura, Ciudad Universitaria, Bogotá. A la izquierda, se encuentra el antiguo edificio de Diseño Industrial y Arquitectura, cerrado en 2012 y cuya demolición se encuentra programada para diciembre de 2014. A la derecha, el Conservatorio de Música.

La Facultad de Artes, como actualmente está estructurada, comenzó en 1965 a partir de la reforma del rector José Félix Patiño. Sin embargo, los orígenes de las disciplinas que la conforman deben rastrearse en los comienzos de la Universidad Nacional de Colombia, a partir de 1867, cuando el Congreso expidió la Ley 66 que creó la “ Universidad Nacional de los Estados Unidos de Colombia”. Desde entonces, empezó a funcionar el Instituto o Escuela de Artes y Oficios, que luego se convirtió en la Escuela de Bellas Artes.
En 1882 fue creada la Escuela Nacional de Música y en 1911 tomó el nombre de Conservatorio Nacional de Colombia. La carrera de Arquitectura se fundó en 1929, en la Escuela de Ingeniería, y en 1936 se convirtió en Facultad de Arquitectura. En 1936, con la reforma orgánica de la Universidad Nacional y por Acuerdo 38, el Consejo Directivo creó la Facultad de Arquitectura y Bellas Artes. Sin embargo, la fusión no se llevó a cabo debido a la diversidad de disciplinas que debía amalgamar y de la amplitud del campo que pretendía cubrir.
Desde mediados de 1960 y hasta 1966, Arturo Robledo Ocampo y el maestro Manuel Hernández, director de la Escuela de Bellas Artes, lograron la fusión de las dos instituciones con el Conservatorio Nacional de Música, dirigido por el Maestro Fabio González Zuleta. Así se conformó la nueva Facultad de Artes. El primer Decano fue el arquitecto Eduardo Mejía Tapias, quien se encargó de consolidarla. 
En 1971, el arquitecto y urbanista Arturo Robledo Ocampo asumió como Decano. Él logró importantes avances en la docencia, creó el Instituto de Investigaciones Estéticas y el Centro de Información y Documentación de la Facultad - Cidar -, e incorporó el Centro Hábitat de Colombia. El Centro de Investigaciones del Bambú y de Fibras Vegetales - Cibam - fue creado mediante Acuerdo Número 5 del 10 de febrero de 1976. En su inicio estuvo anexo a la Facultad de Ciencias Agropecuarias de la Sede de Palmira. El profesor Oscar Hidalgo fue su creador y promotor por más de 10 años. El Instituto de Investigaciones Estéticas fue fundado en 1978; en el mismo año, de la mano del profesor Arq. Guillermo Sicard, se funda el programa de Diseño Industrial, el 3º en ser fundado en el país, pero uno de los más importantes debido a la realización del Salón de Diseño Industrial y a las múltiples investigaciones que allí se realizan en diversos campos como estética, ergonomía, materiales y cultura. 
La carrera de Diseño Gráfico adquirió su nombre en 1980. Pero su historia data desde 1962, cuando se conocía con el nombre de programa de Dibujo Publicitario y Cine y Televisión.  También en 1980 se creó el Centro Hábitat, que actualmente se conoce como Instituto Hábitat, Ciudad y Territorio, que se convirtió en un importante organismo internacional dedicado al estudio de los asentamientos humanos. El profesor Oscar Hidalgo pidió el traslado del Cibam a la Facultad de Artes, Sede Bogotá, el 28 de marzo del mismo año, por medio del Acuerdo 38. El anteriormente llamado Museo de Arquitectura Nacional fue creado en 1986. Desde 1994 se llamó Museo de Arquitectura Leopoldo Rother en homenaje al profesor y arquitecto que lleva su nombre. La carrera de Cine y Televisión se fundó en 1988, con la colaboración de Focine. El programa de Historia y Teoría del Arte y la Arquitectura y el programa de Urbanismo se crearon en 1989. El programa de construcción se creó en 1996.

## Programas académicos
La facultad ofrece los siguientes programas de pregrado: Arquitectura, Artes Plásticas, Cine y Televisión, Diseño Gráfico, Diseño Industrial, Música y Música Instrumental.
Cuenta con especializaciones en Animación, Diseño Urbano, Diseño y Desarrollo del Producto, Fotografía y Pedagogía del Diseño. 
Por su parte, dispone de maestrías en Arquitectura, Arquitectura de la Vivienda, Artes Plásticas, Conservación del Patrimonio Cultural Inmueble, Construcción, Dirección Sinfónica, Diseño, Diseño Urbano, Educación Artística, Escrituras Creativas, Hábitat, Interdisciplinar en Teatro y Artes Vivas, Museología, Musicoterapia, Ordenamiento Urbano Regional, Pedagogía del Piano, Urbanismo y Musicología. 
También cuenta con un doctorado en Arte y Arquitectura.

## Investigación y Extensión
Las labores de investigación y extensión en la Facultad a lo largo de su historia se han centrado en la producción, circulación y articulación de nuevos conocimientos, así como en la implementación de diversas formas de interacción y acompañamiento para el beneficio de los sectores sociales, académicos y estatales del país; contribuyendo con la formación de investigadores, la difusión social de los saberes y la integración con la sociedad en diferentes instancias con el fin de fortalecer el proyecto de Estado. De igual manera se ha buscado el afianzamiento de las relaciones internacionales mediante el contacto con pares académicos a través de redes y otras formas de cooperación, como el Servicio Alemán de Intercambio Académico, permitiendo a la institución el conocimiento del desarrollo científico-técnico.
Cuenta con los siguientes Institutos y Centros de investigación y extensión.
- Centro de Divulgación y Medios
- Centro de Extensión Académica (CEA)
- Instituto de Hábitat, Ciudad y Territorio
- Instituto de Investigaciones Estéticas (IIE)
- Instituto de Investigaciones Tecnológicas
- Instituto de Taller de Creación